# Ehud Olmert
Ehud Olmert va néixer el 30 de setembre del 1945 a prop de Binyamina, Israel. Va ser el Primer Ministre d'Israel des del gener del 2006 al març del 2009, succeït per Binyamín Netanyahu.
Essent el suplent del primer ministre, assumí el càrrec de primer ministre interí quan Ariel Xaron patí un segon infart cerebral, el gener del 2006. El 28 de març tingueren lloc les dissetenes eleccions per a la Kenésset. Kadima obtingué el major nombre de vots, aconseguint 29 escons. A principis d'abril, quan la formació de la coalició de govern encara estava en procés, Ariel Xaron fou declarat en estat d'incapacitat permanent i Olmert passà a ser el primer ministre permanent.

## Personal
Va néixer el dia 30 de setembre de l'any 1945, en un camp d'entrenament per a membres de l'Irgun, una organització armada sionista clandestina, per a la qual els seus pares (Bella i Mordekhay) feien contraban d'armes; passà els seus primers anys a Binyamina, poble situat al nord de Tel-Aviv. Va servir breument com a oficial d'infanteria a l'exèrcit d'Israel, a la brigada Golani; el van ferir en servei, i fou temporalment donat de baixa per a ser sotmès a tractament. Per tal de completar les seves activitats militars va servir com a corresponsal de HaMachane, un setmanari militar, abans de realitzar els seus estudis universitaris. És diplomat en psicologia, filosofia i en dret per la Universitat Hebrea de Jerusalem.
Durant la seva joventut va militar en l'organització juvenil Betar, que va ser liderada pel seu pare, quan es va dissoldre aquesta organització, va ser membre de la Kenésset en el partit Herut, formació fundada pel líder de l'Irgun, Menahem Beguín. Aquests antecedents van fer que la família d'Olmert es veiés exclosa de la societat en un país que aleshores estava controlat pels sionistes socialistes del partit Mapai, tanmateix, aquesta situació canviaria durant la dècada dels 70, durant la qual Ehud Olmert va arribar a tenir el seu propi negoci d'assessorament legal, amb prou èxit. Ehud Olmert està casat amb Aliza Olmert, i son pares de dues filles i dos fills.

## Carrera política
Olmert fou escollit per primer cop per ocupar un escó de la Kenésset el 1973, als 28 anys, i fou reescollit set cops consecutius. Ha estat ministre sense cartera encarregat de les minories (1988-1990) i ministre de Sanitat (1990-1992). Entre el 1981 i el 1988 fou membre del Comitè per a la Seguretat i els Afers Exteriors. A més, ha representat el seu partit en els comitès parlamentaris d'Afers Exteriors, Defensa, Finances, Interior i Medi Ambient.
Va ser alcalde de Jerusalem entre el 1993 i el 2003; durant aquest temps es dedicà a iniciar i desenvolupar diversos projectes importants per a la ciutat, com la millora de l'educació i el desenvolupament de la xarxa de carreteres. A més, va supervisar la posada en marxa de la nova xarxa de tramvies i invertí milions de xéquels en els mitjans de transport urbà.
Obtingué un escó a la setzena legislatura de la Kenésset, el gener del 2003. Fou el cap de campanya del Likkud durant les eleccions i, per tant, l'encarregat de negociar posteriorment per tal de formar una coalició de govern. Després de les eleccions fou nomenat vice-primer ministre i ministre d'Indústria, Comerç i Treball. Entre el 2003 i el 2004 també exercí com a ministre de Comunicacions.
El 7 d'agost 2005 assumí també la cartera de Finances en substitució de Binyamín Netanyahu, que havia dimitit com a protesta per l'aplicació del pla de retirada unilateral israelià de la franja de Gaza. Olmert, que anys enrere s'havia oposat a la retirada d'aquest territori (envaït durant la Guerra dels Sis Dies del 1967), i que havia votat en contra dels acords de pau de Camp David del 1978, va reconèixer el seu error i donà la raó al difunt Menahem Beguín, que era partidari del pla de retirada.

## Primer ministre i líder del Kadima

### Primer ministre en funcions
El 4 de gener del 2006, Olmert assumí el càrrec de primer ministre d'Israel en funcions a causa del greu accident vascular cerebral que patí Xaron. Les eleccions, que havien estat convocades per al 28 de març gràcies a un acord entre Xaron i Amir Peretz, tingueren lloc en aquesta data malgrat els esdeveniments.
Degut a les poques probabilitats que tenia Xaron de recuperar-se prou com per tornar al càrrec, Olmert fou vist de seguida com el seu successor natural i, per tant, com el candidat més probable per optar al càrrec de primer ministre pel Kadima.
Durant els dies posteriors a l'hemorràgia de Xaron, Olmert es reuní amb Ximon Peres i altres partidaris de Xaron per tal de convèncer-los de què es quedessin al Kadima i no tornessin al Likkud o, en el cas de Peres, al Partit Laborista Israelià. Peres anuncià el seu suport a Olmert, així com Tsippi Livni, ministra de justícia, que és la segona persona més influent del partit.
El 16 de gener del 2006, Olmert fou escollit líder en funcions del Kadima i cap de llista per a les eleccions generals del 28 de març.
El 24 de gener del 2006, en el seu primer discurs oficial des que assumí el càrrec, digué a la conferència de Hertseliyya que recolzaria la creació d'un Estat Palestí, i que Israel hauria de desallotjar algunes zones de Cisjordània per a mantenir la majoria jueva.
El 28 de març, el partit d'Olmert aconseguí 29 escons a la Kenésset, bastant per sota de les expectatives inicials. Malgrat això, el Kadima és el partit majoritari a la cambra israeliana i, per tant, la primera opció per a formar una coalició de govern. En el seu discurs de victòria, Olmert va prometre un Israel més just, més fort, més pròsper i en pau, respectant els drets de les minories i promocionant l'educació, la cultura i la ciència, i buscant un acord de pau definitiu amb els palestins; afirmà que Israel està disposat a obtenir la pau, però que els palestins han de ser també més flexibles. A més, advertí que si els palestins, liderats per un govern de Hamàs, s'entesten en no reconèixer l'Estat d'Israel, llavors Israel es farà responsable del seu propi destí, la qual cosa implicaria accions unilaterals. El futur govern depèn de la disposició d'altres partits per a cooperar amb el primer ministre electe.
Després d'un període de gairebé cent dies com a primer ministre interí (primer ministre en funcions), a principis d'abril, en ser declarat Xaron discapacitat permanent, Olmert fou nomenat primer ministre permanent.
Sota el govern d'Olmert, la política d'ambigüitat sobre la possessió per part d'Israel d'armament nuclear es manté intacta. Un resultat d'aquesta política és el continu arrest a Israel de Mordekhay Vanunu, que passà divuit anys a la presó després de trencar els acords de confidencialitat i divulgar a una cadena de notícies britànica detalls sobre els ja sospitats projectes nuclears a Israel.

### Segon terme
El 6 d'abril, el president Moixé Qatsav va demanar formalment a Ehud Olmert de Kadima que formés un govern que el designés oficialment com a primer ministre. Es va formar un govern de coalició format per Kadima, laboristes, Xas i Guil. El 4 de maig Olmert reassumeix el càrrec de Primer Ministre, junt amb tot el seu gabinet.
La Guerra del Líban de 2006 començà el 12 de juliol de 2006 precipitada per la incursió transfronterera de Hesbol·là de 2006 com a part del Conflicte de les Granges de Xebaa, va tenir lloc en el Líban, en els Alts del Golan sirians i en el nord d'Israel i acabà amb un alto el foc de l'ONU el 14 d'agost del mateix any, malgrat que el bloqueig naval sobre el Líban es mantingué fins al 8 de setembre. Les Nacions Unides hi desplegaren una missió de pau.
Amb la guerra, Olmert es va tornar molt impopular a Israel, i les enquestes d'intenció de vot apuntaven cap a una victòria per al cap del Likkud Binyamín Netanyahu si se celebressin eleccions en aquell moment. Segons la BBC, l'índex de suport a Olmert va arribar a caure fins al 3%. A l'octubre de 2006, amb la coalició sacsejada després dela guerra, Olmert va portar també al govern l'extrema dreta de Yisrael Beiteinu,

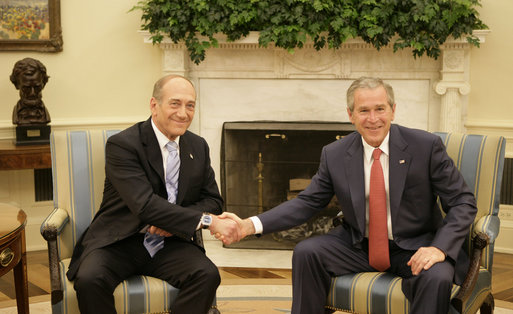
Ehud Olmert i George W. Bush, el 23 de maig de 2006 a la Casa Blanca.

El 9 de desembre del 2006 Olmert declarà que no podia descartar la possibilitat d'un atac militar contra l'Iran, i demanà a la comunitat internacional que actués contra aquest país. Olmert qualificà d'"absolutament criminals" les repetides amenaces per part del president iranià Mahmoud Ahmadinejad de destruir Israel, i digué que esperava que es prenguessin mesures més dràstiques. Tot seguit viatjà a Alemanya, on l'11 de desembre convocà una roda de premsa junt amb la canceller Angela Merkel; afirmà que estava preparat per concedir grans terrenys a la Riba Oest, i que aquesta retirada faria possible l'establiment d'un Estat Palestí en aquella zona.
Els laboristes, soci de la coalició de govern amb Kadima amenaçà amb fer caure el govern si Olmert dimitia després de les investigacions policials sobre presumpta corrupció durant els seus mandats com a ministre i com a alcalde de Jerusalem i va presentar la seva renúncia a Ximon Peres el 21 de setembre de 2008. El 23 de setembre de 2008, Peres va demanar a Tzipi Livni, líder del partit Kadima, que formés un nou govern, però no ho va aconseguir i es va haver de concocar eleccions anticipades.

## Ideologia política
Un dels assumptes que més ha perjudicat la imatge d'Olmert entre molts dels militants del Likkud ha estat el seu canvi d'opinió respecte a les concessions territorials.
Durant el segon mandat d'Ariel Xaron, Olmert fou viceprimer ministre i se'l considerava com la mà dreta de Xaron. Recolzà sense reserves la política del govern i fou el major aliat de Xaron durant el setembre del 2005, quan es portà a terme la retirada de Gaza. Quan Xaron anuncià la seva sortida del Likkud i la formació d'un nou partit, Kadima, Olmert fou un dels primers a seguir les seves passes.